# Книжкова ілюстрація

Книжкова ілюстрація — елемент книги, що або пояснює текст наочними образами, або активно тлумачить текст, даючи можливість читачеві по-новому зрозуміти й відчути цінність літературного змісту і форми.
Ілюстрації допомагають зорієнтуватись у змісті книжки, спонукають її прочитати та допомагають засвоїти зміст тексту.
Часто ілюстрації створюються у співдружності письменника і художника. Для ілюстрації обираються епізоди, що найповніше розкривають зміст тексту або окремих фрагментів літературного твору.
Ілюстрації за місцем розташування в книзі:
- заставка (на початку тексту книги або розділу у верхній частині сторінки);
- кінцівка (наприкінці книги або розділу);
- ініціал (заголовна орнаментована літера, з якої починається книга чи розділ)[1].

Заставка і кінцівка можуть бути орнаментальними. Орнамент — узор, візерунок, який має відповідати характеру описаної в літературному творі епохи чи національності.
Ілюстрації за способом розташування в тексті бувають:
- сторінковими (на всю сторінку);
- напівсмуговими (на пів сторінки);
- розворотними (на двох суміжних сторінках);
- середтекстовими (в оборку, коли текст оточує ілюстрацію с трьох або чотирьох боків)[1].

## Роль ілюстрацій

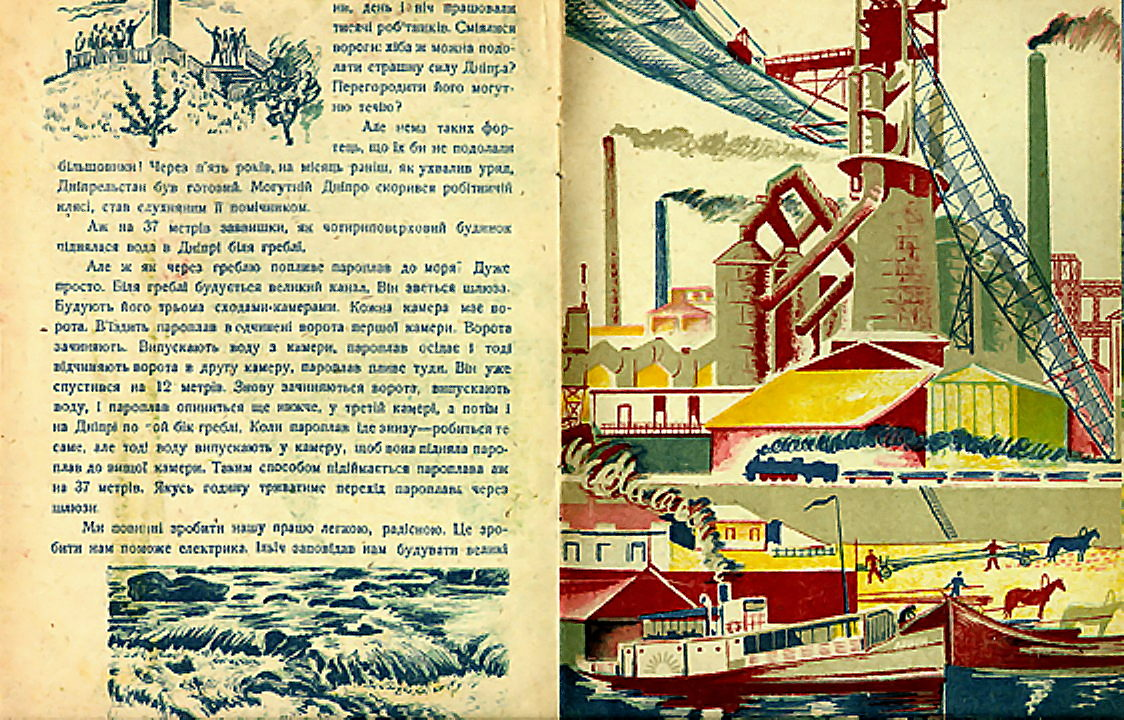
Михайло Головатинський. Ілюстрації до книги О. Семененка «Дніпро». 1932 р.

Ілюстрація книжки вирішує завдання образного розкриття літературного тексту за допомогою малюнків.
Перш за все, книжкові ілюстрації відіграють зображальну роль. Книга — спільна робота письменника і художника, і малюнки в ній не можна розглядати окремо від тексту. Також вони підштовхують до фантазій, допомагають уявити літературні образи, «увійти» в зміст, сюжет твору, покращують розуміння теми, ідеї, образу головного героя, втілюючи ідейний зміст книги у художніх деталях — яскравих, виразних, конкретних. Ілюстрації впливають на процеси сприйняття, аналізу, синтезу, розуміння, що є основою формування креативної свідомості людини, креативної особистості.
У різний вік людини, ілюстрації впливають на неї різним чином. наприклад, образотворчий початок найяскравіше виражений у книжці-картинці для маленьких дітей, яка формувалась як авторський твір, у якому ілюстрація і текст виступають в особливій візуально-вербальній єдності.
Складніший синтез зображення й слова виникає в книжці для старшого дошкільного і молодшого шкільного віку з органічного сплаву літератури й образотворчого мистецтва, коли в ілюстрації виявляється художньо-концентроване вираження реального життя або образів поетичної казки, так званої чарівної казки, театрального дійства, дитячої гри. у виданнях для дітей середнього і старшого віку ілюстрація наближається до особливостей ілюстрованої книги для дорослих, тобто переважає принцип послідовного образотворчого супроводу тексту.
Ілюстрація в книгах пройшла значний етап розвитку. Спочатку використовували мініатюри, виконані кольоровими фарбами. Згодом їх замінили гравюри, спочатку ксилографії — рельєфна гравюра на дереві, а з XVII—XVIII ст. почали застосовувати гравюри на міді, часто в окремих аркушах. У XIX ст. популярнішими стали торцеві гравюри та літографії, що дозволяли більші наклади. Наприкінці XIX ст. ці техніки витіснили фотомеханічні методи. На початку XX ст. ілюстрації виконувалися в різних стилях, зберігаючи мистецьку цінність.